# Sheshesh

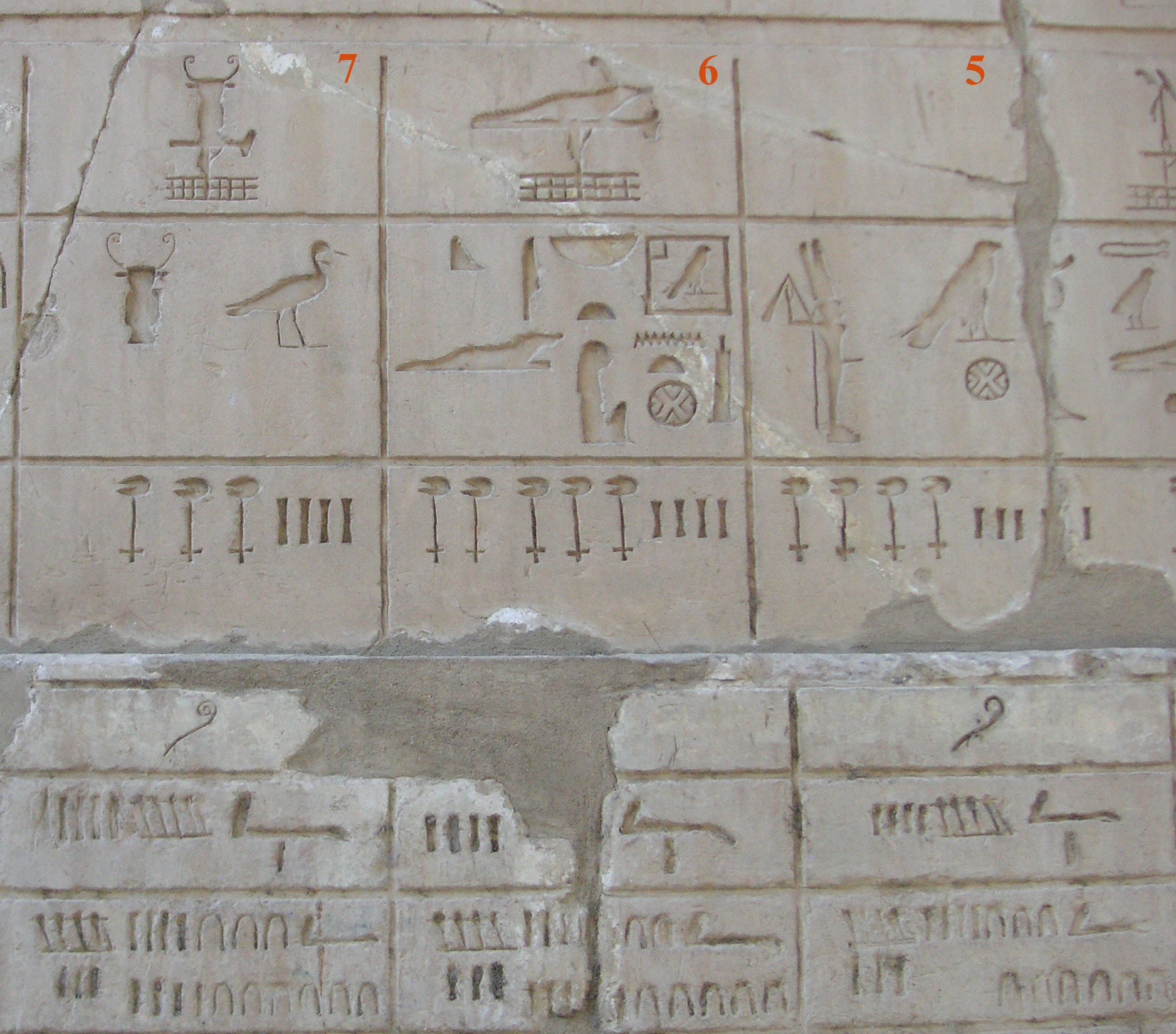
Seshesh, nomós 7.

Sheshesh (el sistrum) fou el nom del nomós VII de l'Alt Egipte. La capital fou Hut-Sekhem-Senusret (Diòspolis Parva). Els seus deus foren Bat i Hu (amb temples a la capital).